# Jiujiang, Guangdong
Jiujiang (kinesiska: 九江) är en köping i sydöstra Kina. Den ligger i stadsdistriktet Nanhai i staden Foshan i  provinsen Guangdong, omkring 42 kilometer sydväst om provinshuvudstaden Guangzhou. Antalet invånare är 170 179. Befolkningen består av 77 749 kvinnor och 92 430 män. Barn under 15 år utgör 11,0 %, vuxna 15-64 år 82 %, och äldre över 65 år 6,0 %.